# میخولوپی (ناحیه پلزن-جنوبی)
میخولوپی (به چکی: Měcholupy) یک منطقهٔ مسکونی در جمهوری چک است که در Plzeň-South District واقع شده‌است. میخولوپی ۱۲٫۹۱ کیلومتر مربع مساحت و ۱۹۹ نفر جمعیت دارد و ۵۰۵ متر بالاتر از سطح دریا واقع شده‌است.